# تابستانق (تشهاردانغة)
تابستانق (بالفارسية: تابستانق) هي منطقة سكنية تقع في إيران في قسم تشهاردانغة الریفي. يقدر عدد سكانها بـ 473 نسمة.